# ان‌جی‌سی ۷۵۵۲
ان‌جی‌سی ۷۵۵۲ (انگلیسی: NGC 7552) نام یک کهکشان در صورت فلکی درنا است.